# Área metropolitana de Athens-Condado de Clarke

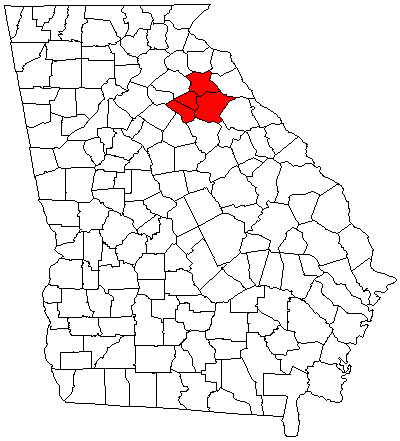
Mapa de Georgia. En rojo el condado de Athens-Clarke.

El área metropolitana de la ciudad de Athens, Georgia también llamada condado de Athens-Clarke área de estadística metropolitana, es definido por la oficina del censo de Estados Unidos también llamado en inglés United States Census Bureau, como un área consistente de los condados- Clarke, Madison, Oconee, y Oglethorpe - en el Noreste del estado Norteamericano de Georgia, los condados están ubicados en el área de influencia de la ciudad de Athens. Hasta el censo del 2000 en Estados Unidos, esta área metropolitana tenía una población de 166.079 habitantes.

## Condados
- Clarke
- Madison
- Oconee
- Oglethorpe

## Comunidades
- Lugares con más de 100,000 habitantes
  - Athens – Ciudad Principal

- Lugares con entre 1.000 a 5.000 habitantes
  - Bogart
  - Comerce
  - Watkinsville
  - Winterville